# ワステカ
ワステカ（Huasteca）あるいはワステコは、メキシコの先住民のひとつ。東部のメキシコ湾岸地方、現代ではサン・ルイス・ポトシ州とベラクルス州の一部に住む。
マヤ語族のワステコ語を話すが、他のマヤ人から遠く離れた地域に住み、マヤ文明とは異なる独自の文化を発展させた。

## 概要

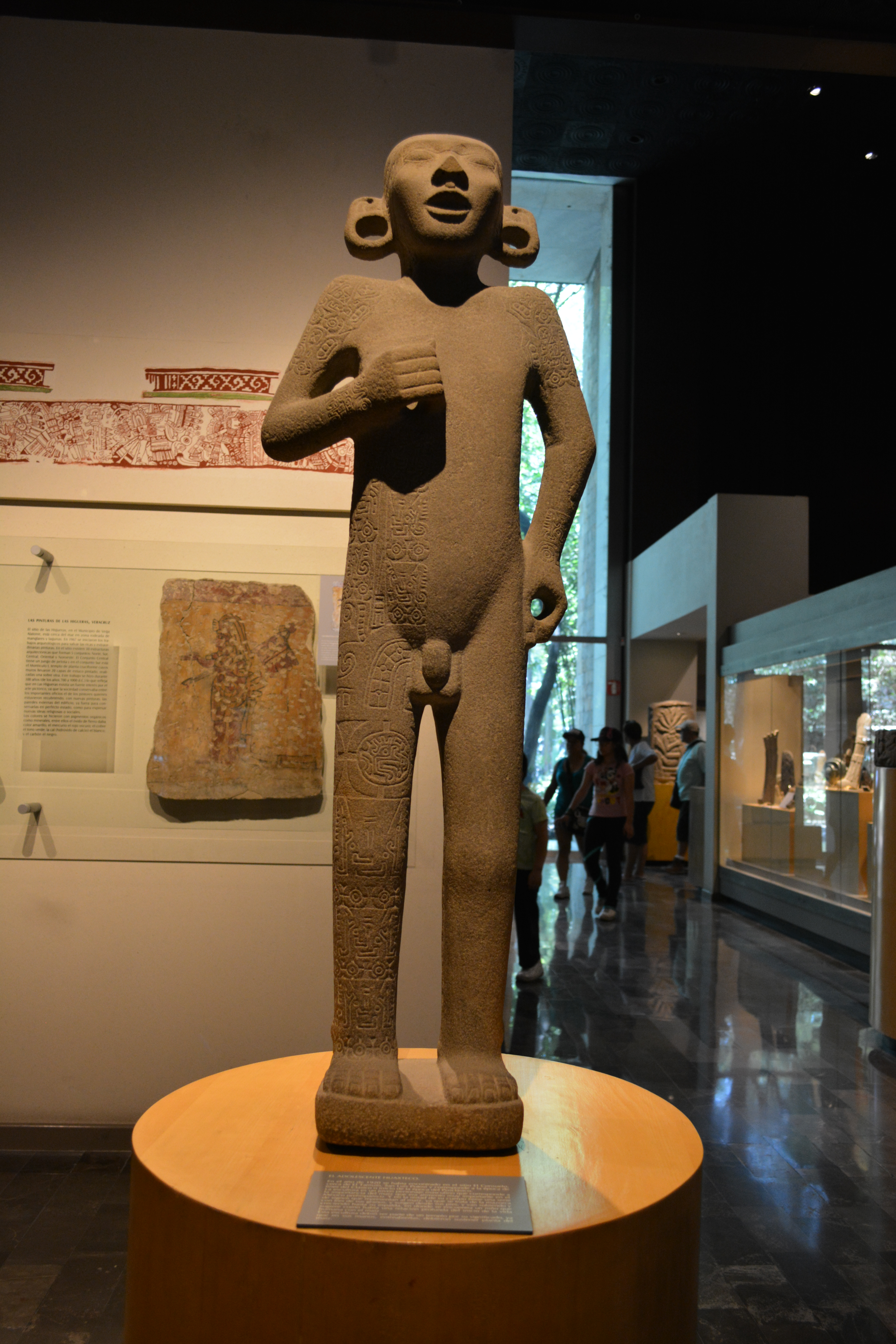
サン・ルイス・ポトシ州タムイン遺跡から出土した青年像

ワステコ語はメキシコ・グアテマラ国境のチコムセルテック語（すでに消滅）に非常によく似ていることが指摘されている。
伝統的にワステカが居住した地域はワステカ地方と呼ばれる。東部メキシコのサン・ルイス・ポトシ州南東部、ベラクルス州北部、タマウリパス州南部、イダルゴ州東部、プエブラ州北部に相当する。しかしこの地方にワステカのみが住んでいたわけではなく、スペイン人が訪れたときにはナワ族、テペワ族、オトミ族などにまじって住んでいた。
アステカ神話の大地の神トラソルテオトルは、もともとワステカがイシュクイナメと呼んでいた地母神が取り入れられたものらしい。
15世紀のモクテスマ1世の時代にアステカはワステカ地方を征服した。
スペイン人による征服により、ワステカの人口は急激に減少した。それは虐殺や伝染病、あるいは砂糖のプランテーション農業の労働者としてカリブ海諸島に送られることによって起きた。1500年には100万人の人口があったが、1680年には約1万人に減少したという。1980年には約10万人の人口がある。メキシコ国立統計地理情報院(INEGI)によれば、5歳以上でワステコ語を主な言語として話す人口は2010年で161,120人だった。
現代では、伝統的な政治・宗教組織はほぼ消滅している。